# J. P. 마르티네즈
J. P. 마르티네즈(J. P. Martínez, 본명: 훌리오 파블로 마르티네즈 산체스, Julio Pablo Martínez Sánchez, 1996년 3월 21일 ~ )는 애틀랜타 브레이브스 소속의 쿠바 프로 야구 외야수이다. 이전에 텍사스 레인저스의 메이저 리그 베이스볼(MLB)에서 뛰었다.

## 경력

### 쿠바 경력
마르티네즈는 2012년부터 2017년까지 쿠바 내셔널 시리즈에서 프로 경력을 시작하여 관타나모, 이슬라 데 라 후벤투드, 카마궤이에서 뛰었다.
2016년에 마르티네즈는 쿠바 야구 국가대표팀에서 뛰었으며 캐나디안 아메리칸 어소시에이션(Can-Am) 리그에서 20경기를 치렀다. 2017년 Can-Am 리그의 트루아 리비에르 에글스(Trois-Rivières Aigles)에서 뛰었다. 2017년 11월 마르티네즈는 쿠바에서 탈출했다.